# Praha-Liboc (železniční zastávka)
Praha-Liboc je zaniklá železniční zastávka na jednokolejné neelektrifikované trati 120 do Kladna. Nacházela se v prostoru mezi ulicemi U Kolejí a U Stanice.

## Historie

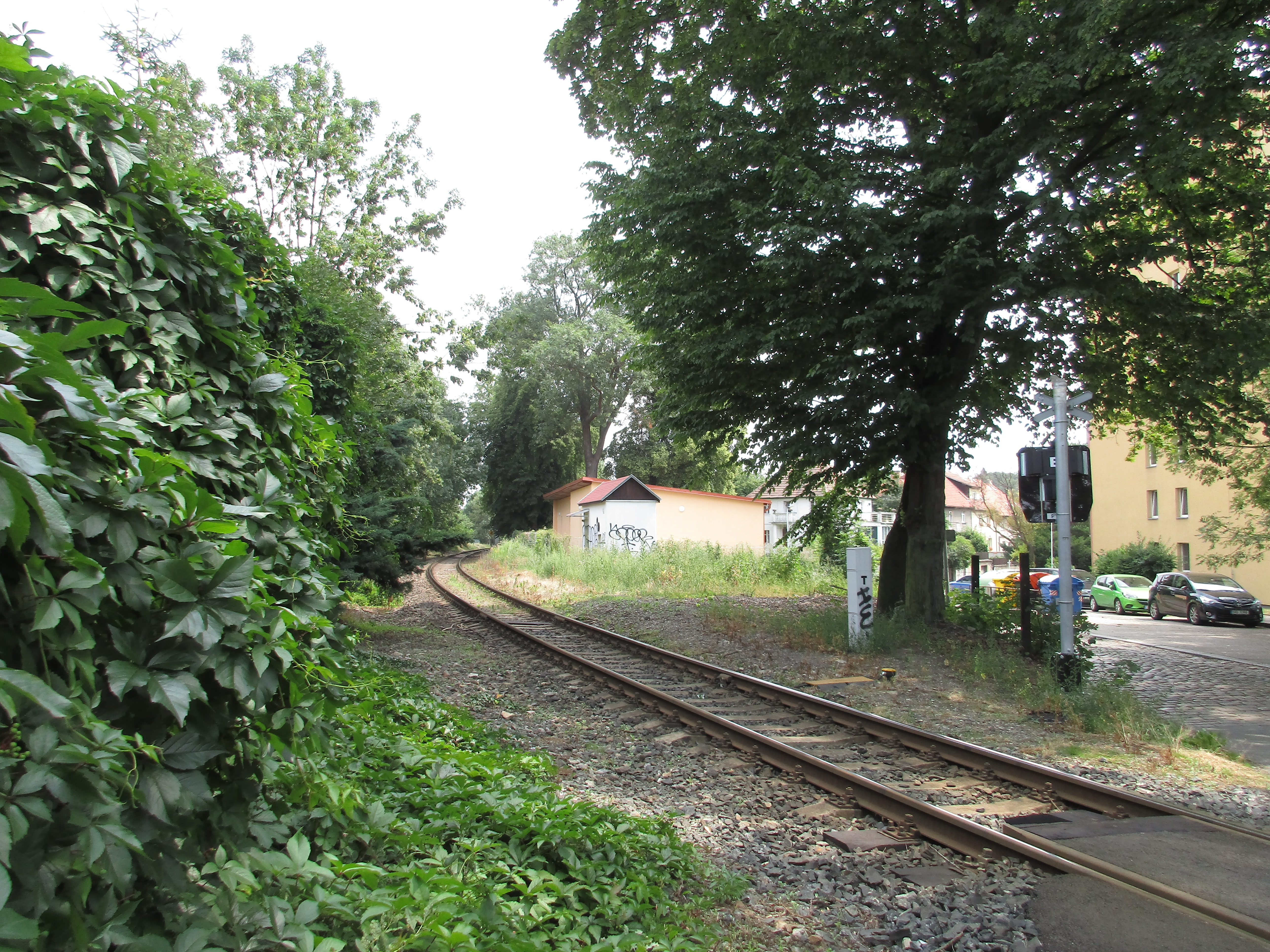
Bývalá nová čekárna (1866)

Železniční zastávka byla zprovozněna 4. listopadu roku 1863. Původně se nazývala Libotz, v letech 1939–1945 Liboc a od roku 1945 Praha-Liboc.
Strážní domek z roku 1863 s čekárnou pro cestující a budkou závorářského stanoviště stál severně od trati při chráněném železničním přejezdu. Roku 1866 byla jižně od kolejí na vnitřním oblouku tratě postavena nová budova čekárny; obě stavby měly číslo popisné 51.
Stanice byla zrušena roku 1985 a budovy adaptovány na obytné domy. Uvažuje se o jejím obnovení.